# P-кельтські та Q-кельтські мови
P-кельтські та Q-кельтські мови — одна з класифікацій кельтських мов, яка виходить з поділу цих мов на окремі групи залежно від розвитку у них пракельтського приголосного звука *kw, який був ще успадкований з праіндоєвропейського стану. Використовується певним чином для пояснення шляхів формування сучасних кельтських мов. 

## Характеристика
Відмінності між P- та Q-кельтськими мовами полягають у розвитку пракельтської фонеми *kw, яка перетворилася у *p в P-кельтських мовах (бритські мови, галльська мова та ін.) і в *k у Q-кельтських мовах (гойдельські мови та в наш час[коли?] мертві іспано-кельтські мови). Наприклад, слово голова звучить як pen у бритських мовах, але як ceann в гойдельських; слово син звучить як mab (раніше map) у бритських, проте як mac у гойдельських (maqq в огамічних написах архаїчною ірландською мовою).
Суперницькою гіпотезою є поділ кельтських мов на континентальні та острівні).

## Класифікація

### P-кельтські мови
- Галльська гілка
  - Галльська мова
  - Лепонтійська мова
  - Норикська мова
  - Галатська мова
- Бритські мови (Британська мова)
  - Піктська мова (або кельто-піктська мова)
  - Західна бритська мова
    - Кумбрійська мова
    - Валлійська мова

  - Південно-західна бритська мова
    - Бретонська мова
    - Корнська мова

### Q-кельтські мови
- Гойдельські мови
  - Архаїчна ірландська мова
    - Давньоірландська мова
      - Середньоірландська мова
        - Ірландська мова
        - Шотландська гельська мова
        - Менська мова
- Кельтські мови Іберії (іспано-кельтські мови)
  - Кельтіберська мова
  - Галлекська мова (північно-західна іспанська кельтська мова)